# Сунь Вэнь (футболистка)
Сунь Вэнь (кит. 孙雯; род. 6 апреля 1973, Шанхай) — китайская футболистка, нападающий. Серебряный призёр Олимпиады в Атланте. Одна из лучших футболисток XX века.

## Карьера

### Клубная
Выступала в чемпионате Китая за команду, представляющую Шанхай.
На первом драфте в истории лиги WUSA выбрана под первым номером «Атлантой Бит». В 2001 году сыграла за клуб в 13-ти матчах и помогла дойти до финала плей-офф.
В 2002 году сыграла в 18-ти матчах, забив 4 мяча. «Атланта» дошла до полуфинала плей-офф WUSA. В январе 2003 года покинула команду, чтобы сконцентрироваться на подготовке к чемпионату мира.

### Сборная
За сборную Китая выступает с 17-ти лет. Сыграла за национальную команду на четырёх чемпионатах мира.
В 1996 году стала серебряным призёром Олимпиады в Атланте. На следующей Олимпиаде, в 2000 году, забила 4 гола в трёх матчах и стала лучшим бомбардиром, но её команда не вышла из группы.
На чемпионате мира 1999 получила Золотую бутсу лучшего бомбардира и Золотой мяч лучшей футболистке турнира.
В 2002 году получила приз лучшей футболистке XX века по итогам опроса на сайте FIFA.